# Jakob Geis

Jakob Geis

Jakob Geis, genannt Papa Geis (* 27. Dezember 1840 in Athen; † 3. März 1908 in München), war ein bayerischer Volkssänger und Singspieldirektor. Er galt als Meister des bayerischen Couplets. Der Dramaturg und Regisseur Jacob Geis war sein Enkel.

## Leben
Geis wurde als Sohn des Nikolaus Geis, eines Hofoffizianten am griechischen Königshof, in Athen geboren. Im Alter von sechs Jahren kam er mit seinen Eltern nach München. Dort trat er im Alter von 26 Jahren erstmals auf eine Bühne. Ab 1869 war er regelmäßig als Humorist im Café des vornehmen Hotels Oberpollinger zu sehen, gehörte einige Zeit auch Anderl Welschs Ensemble an und wurde im November 1875 Direktor einer eigenen Singspielgruppe.
In Geis’ Singspielgesellschaft traten auch andere bekannte Volkssänger auf, so zum Beispiel Christian Seidenbusch, der vor ihm Leiter der Truppe gewesen war und selbst viele Couplets verfasst hat, und Willy Schäffer, beide geschätzte Damenimitatoren; ferner die Komiker Anderl Mayerhofer, M. Königshöfer und Franz Haibl.
Musik zu den Couplets von Geis schrieb der Pianist Paul Damas (auch: Dammas); nach ihm war Georg Huber, der ebenfalls als Humorist in Erscheinung trat, der Hauskomponist der Truppe.
Geis zeichnete sich vor allem durch seine Soloszenen aus, bei denen “es galt, den Character einer imaginären Persönlichkeit durch die Erzählung der Lebensschicksale schnurrigster Art herauszubringen”. Typen im Geis’schen Repertoire waren 'kleine Leute' wie Hausknechte, Dienstmänner oder Droschkenkutscher. Den größten und nachhaltigsten Erfolg aber hatte seine Karikatur eines verbummelten Corpsstudenten im Kostümvortrag „Das bemooste Haupt“, bei dem er mit Schärpe, Schnauzbart und Schmissen im Gesicht auftrat.
Um 1900 war er als Repräsentant des Gutbürgerlich-Münchnerischen der beliebteste Volkssänger dieser Stadt. Seine Couplets waren in aller Munde. Zu seinen bekanntesten gehörten Schimpfen tut a jeder, Verlassen bin i, Drah di Madl, drah di, morgen kommt der Mahdi.
"Geis und seine Gesellschaft setzten für die nachfolgende Volkssängergeneration Leitlinien. Niveau und Gestaltung des Programms, Struktur von Szenen und Vorträgen wurden weitgehend von ihm geprägt". Noch heute sind seine Lebenserinnerungen, die er 1905 verfasst hat, willkommene Zeugnisse für die alte Münchner Volkssängerkultur.
Der aus Nürnberg gebürtige Jakob Peuppus (1859–1905), Königlich Bayrischer Musikmeister beim Kgl. Bayr. Infanterie-Leibgrenadier-Regiment Nr. 1 und Gründer der beliebten ‘Kapelle Peuppus’, komponierte 1901 ihm zu Ehren und unter Verwendung verschiedener Couplet-Melodien den „Papa-Geis-Marsch“.
1884 heiratete Geis Theres, geb. Lechl (* 1841), Tochter des Maurers Franz Lechl. Aus der Ehe ging ein Sohn hervor, der spätere Schauspieler und Sänger Josef Geis (1867–1940). Der Drehbuchautor Jacob Geis und der Grafiker Josef Nikolaus Geis waren Jakob Geis' Enkel.
Geis starb im Alter von 67 Jahren und wurde auf dem Westfriedhof in München beigesetzt.

## Tondokumente
Bei der "Gramophone Co." hat Geis 1902 fünf Titel aufgenommen:
- G&T 42 230 (mx. 594) Kalauer-Couplet (Musik: Julius Einödshofer)
- G&T 42 231 (mx. 596) Daradl-Dadl (Text: Krakauer)
- G&T 42 232 (mx. 593) Travestie über das "Bachstelzenlied" (Tit-willow) (Musik: W.S.Gilbert)
- G&T 42 233 (mx. 592) Couplet mit Opern-Refrain
- G&T 42 234 (mx. 594) Durchs Schlüsselloch (Text: Verney)

## Wiederveröffentlichungen
- CD "Rare Schellacks – München: Volkssänger", Trikont (Best.Nr. US 0199);[16] enthält als track 2 das "Bachstelzenlied" von 'Papa' Geis.